# Riccardo Morbelli
Riccardo Morbelli (Orsara Bormida, 2 febbraio 1907 – Lavinio Lido di Enea, 30 luglio 1966) è stato un drammaturgo, sceneggiatore, paroliere, scrittore e autore televisivo italiano, noto anche come autore teatrale, radiofonico e televisivo.

## Biografia
Inizia la sua collaborazione alla radio in coppia con Angelo Nizza con il programma L'ora radiofonica del GUF nel 1934 seguita negli anni successivi con Topolino al castello incantato, radio favola per bambini del 1935.
Ha firmato, sempre in coppia con Angelo Nizza, la celebre trasmissione radiofonica I quattro moschettieri, trasmessa dall'EIAR dal 1934 al 1937, ed ha scritto i testi di numerose canzoni di successo (Ba... ba... baciami piccina, su musica di Luigi Astore, e Tuli-Tulipan).
Ha scritto e pubblicato nel 1946/1947  vari racconti sulla rivista Il Moschettiere dal titolo: Pranzo Economico nº 4 1946, Il Caso Pitagora nº 11 1946, Il caso Alighieri nº 13 1946, Il mistero del panciotto nº 13 1946, Il venditore di nottole nº 4 1947 e Attendi alla coda! nº 20 1947
Il binomio con Nizza - che divenne direttore artistico del Casinò di Sanremo (dove inventò il Festival) e poi inviato speciale de La Stampa - non si sciolse mai veramente. Ma dopo la guerra Riccardo Morbelli "firmò in proprio alcuni libri, innumerevoli successi musicali e alcune migliaia di ore di trasmissioni in tivvù e soprattutto alla radio. Per circa vent'anni curò infatti programmi quotidiani d'ogni genere che gli valsero sulla Garzantina il titolo di "prolifico autore radiofonico" (nel solo deposito cartaceo della Rai a Pomezia sono conservati 1.448 copioni firmati Morbelli, tra i quali non figurano le 1.886 puntate di Benvenuto in Italia, programma turistico degli anni Sessanta)".

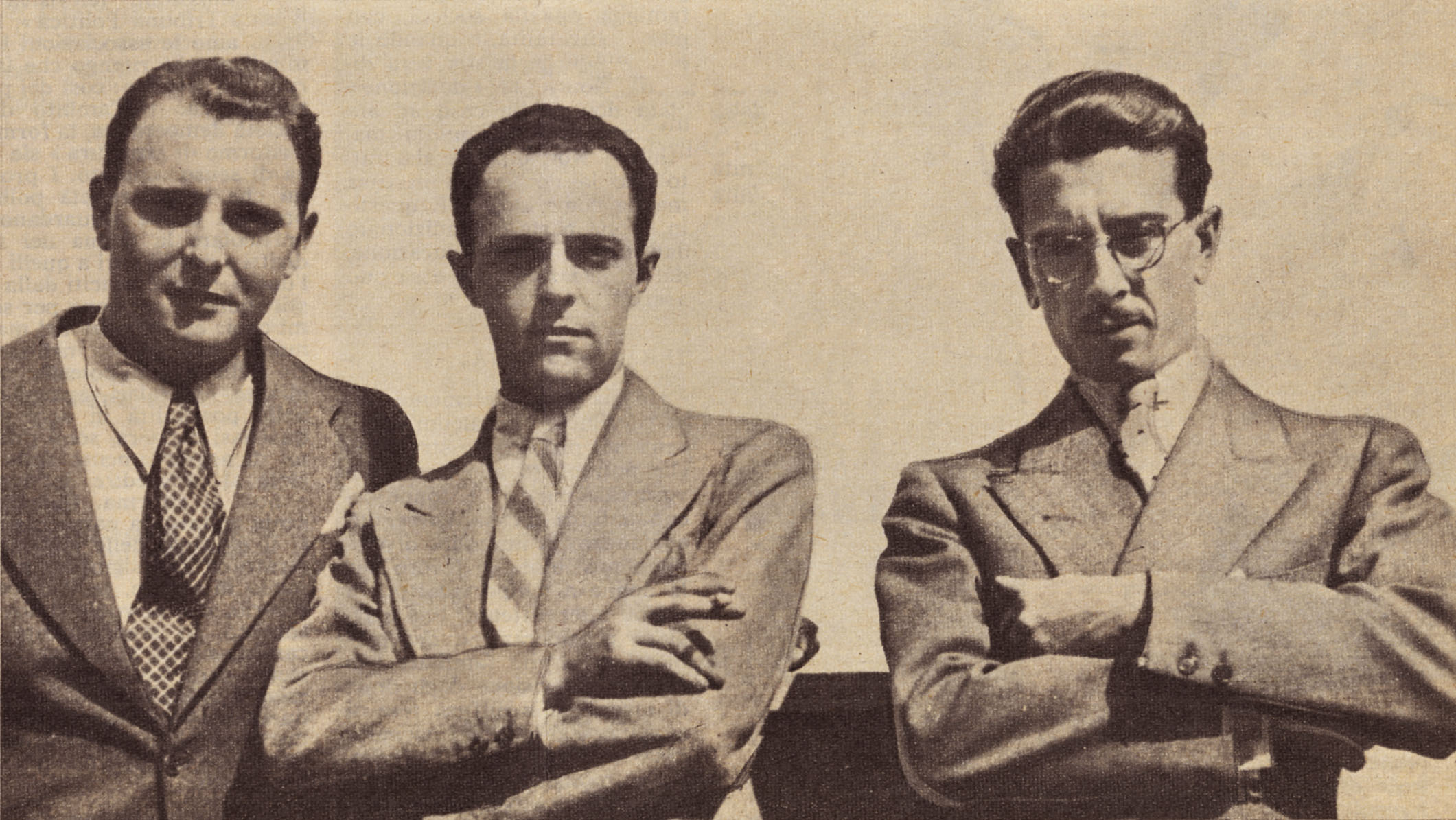
Morbelli (a sinistra) con Angelo Nizza e Angelo Bioletto

## Filmografia
- I quattro moschettieri, regia di Carlo Campogalliani (1936) – soggetto e sceneggiatura
- Io t'ho incontrata a Napoli, regia di Pietro Francisci (1946) – sceneggiatura

## Varietà radio EIAR
- Racconti di Nonna Speranza, varietà di Nizza e Morbelli, musica di Vincenzo Fiorillo, trasmessa il gennaio 1936.
- Il microfono fantasma, radiointervista di Nizza e Morbelli, musiche Egidio Storaci, trasmessa il settembre-dicembre 1937.
- Radiofollie di primavera, varietà di Riccardo Morbelli, trasmesso 20 marzo 1938.
- Rivistissima Cinzano, rivista radiofonica di fine anno, di Nizza e Morbelli, orchestre Tito Petralia, Egidio Storaci, con Vittorio De Sica, Miranda Bonansea, Erminio Macario, Wanda Osiris, trasmessa 29 dicembre 1939.
- Radiofollie di gennaio, varietà radiofonico di Riccardo Morbelli, regia di Guido Barbarisi, orchestra di Egidio Storaci, trasmesso il 14 gennaio 1940.
- Retroscena, varietà radiofonico di Riccardo Morbelli, regia di Guido Barbarisi, orchestra del maestro Zeme, trasmessa il 12 giugno 1941.
- Il fantoccio di neve, rivista di Riccardo Morbelli, regia di Guido Barbarisi, musiche di Gino Filippini e Vittorio Mascheroni, orchestra Zeme, trasmessa il 24 gennaio 1942.
- Piedigrotta 1910, commedia di Nizza e Morbelli, regia di Silvio Gigli, trasmessa il 19 marzo 1942.
- Passeggiata verso la Primavera, poemetto radiofonico di Riccardo Morbelli, regia di Silvio Gigli, con Wanda Tettoni, orchestra Spaggiari, trasmesso il 24 marzo 1942.

## Varietà radio Rai
- Cronache del pargolo dottissimo, varietà in sei puntate di Riccardo Morbelli e Mario Verdone, regia di Umberto Benedetto, trasmesso da Radio Firenze (agosto e settembre 1945)
- Storia di un pianoforte, varietà di Riccardo Morbelli, regia di Franco Rossi (1947)
- Topolino, il presepe e la vecchia befana, radiofantasia di Nizza e Morbelli, regia di Riccardo Massucci, trasmessa il 25 dicembre 1949.
- I Moschettieri 1946, radioavventure di Nizza e Morbelli (1946)
- Il Corsaro azzurro, radioromanzo di Nizza e Morbelli, regia di Riccardo Massucci. Compagnia di Prosa Radio Torino, musiche di Egidio Storaci (1950)
- Topolino tra i corsari, radiofantasia di Nizza e Morbelli, regia di Riccardo Massucci, musiche di Storaci, in onda il 26 dicembre 1950.
- Topolino nel castello incantato, radiofantasia di Nizza e Morbelli, regia di Riccardo Massucci, musiche di Storaci, 28 dicembre 1950.
- Topolino e la collana della regina, radiofantasia di Nizza e Morbelli, regia di Massucci, musiche di Storaci, 2 gennaio 1951.
- Topolino nell'isola dei pappagalli, radiofantasia di Nizza e Morbelli, regia di Massucci, musiche di Storaci, 4 gennaio 1951.
- Topolino in fondo al mare, radiofantasia di Nizza e Morbelli, regia di Massucci, musiche di Storaci, 9 gennaio 1951.
- Topolino e la rivolta dello zoo, radiofantasia di Nizza e Morbelli, regia di Massucci, musiche di  Storaci, 11 gennaio 1951.
- Topolino all'equatore, radiofantasia di Nizza e Morbelli, regia di Massucci, musiche di Storaci, 16 gennaio 1951.
- Non è ver che sia l'inferno, rivista radiofonica di Brancacci e Morbelli, regia di Nino Meloni (1951)
- Ugole d'oro, biografia sceneggiata Francesco Tamagno, trasmessa il 24 agosto 1951.
- Sotto le fresche frasche, rivista di Nizza e Morbelli, regia di Silvio Gigli (1953)
- Cuori in ascolto, varietà di Nizza e Morbelli, regia di Riccardo Mantoni, con Jula De Palma e Teddy Reno, orchestra di Pippo Barzizza, trasmessa gennaio marzo 1954.
- Loro... Di Napoli, radiocommedia di Nizza e Morbelli, regia di Riccardo Mantoni, trasmessa il 19 giugno 1955.
- Sangue blu, almanacco di Gotha, musicale di Riccardo Morbelli, trasmesso luglio 1963.

## Varietà teatrale
- W e abbasso!, varietà di Oreste Biancoli e Riccardo Morbelli, regia di Oreste Biancoli, prima al Teatro Valle di Roma il 27 luglio 1944.
- Cappello sulle 23 di Riccardo Morbelli, regia di Camillo Mastrocinque, con Odoardo Spadaro, Elena Giusti, Enrico Viarisio (1945)

## Varietà televisivi Rai
- Poltronissima, testi di Mario Baffico, Ettore Scola e Riccardo Morbelli, con Isa Barzizza e Enrico Viarisio, programma di 6 puntate, dal 3 ottobre 1957 al 14 novembre 1957.
- Telecruciverba, gioco a premi per ragazzi, con Enza Soldi e Pippo Baudo (1964-1965)[5]